# 레가 나치오날레 프로페시오니스티 B
레가 나치오날레 프로페시오니스티 B
(이탈리아어: Lega Nazionale Professionisti B; LNPB)는 주로 레가 B로 알려져 있으며, 이탈리아 축구 리그 시스템의 차상위 축구 리그인 세리에 B와 더불어 캄피오나토 프리마베라 2와 수페르코파 프리마베라 2를 주관하는 기구다. 과거의 명칭은 '레가 나치오날레 프로페시오니스티 세리에 B'로 줄여서 '레가 세리에 B'로 불렸다. 2010년 7월 7일에 설립됐으며, 밀라노에 위치해 있다.

## 역사
2010년 7월 7일 레가 나치오날레 프로페시오니스티 세리에 B의 설립 증서가 비준됐고, 레가 나치오날레 프로페시오니스티를 두 기구로 분리하여, 레가 세리에 A는 세리에 A와 코파 이탈리아, 수페르코파 이탈리아나, 캄피오나토 프리마베라, 코파 이탈리아 프리마베라, 수페르코파 프리마베라를 주관하고, 레가 세리에 B는 세리에 B와 이와 연관된 대회를 주관하게 됐다. 2015년 7월 8일 현재의 이름으로 변경했다.

## 구성원
본 기구의 구성원은 이탈리아 축구 리그 시스템의 차상위 리그인 세리에 B에 참가하는 축구단으로서 2019년부터 20개 구단으로 이뤄졌다.

## 조직도
리그 위원회의 구성은 아래와 같다.
- 회장: 마우로 발라타
- 부회장: 아드리아노 갈리아니 (몬차)
- 이사: 카를로 네리 (아스콜리), 사베리오 스티키 다미아니 (레체), 마우로 로비사 (포르데노네), 카르멜로 살레르노 (레자나), 발테르 마티올리 (SPAL), 안드레아 메수티 (독립), 마우로 피치가티 (독립)
- 감사위원 회장: 마르코 무냐이
- 감사활동위원: 알레산드로 그라세토, 프란체스코 페로타
- 감사위원대리: 살바토레 페리, 안드레아 리오초

## 역대 회장
- 안드레아 아보디 (2010~2017)
- 마우로 발라타[3] (2017~)